# 데이드림 (음악 그룹)
데이드림은 대한민국의 음악 그룹이다. 2022년 싱글 《Sweet Dream》으로 데뷔했다.

## 방송
- Peak Time (2023)

## 음반
- Sweet Dream (2022)
- Step to the Rhythm (2022)